# Alme Skole
Alme Skole er skolebygninger beliggende i Gribskov Kommune i nærheden af landsbyen Alme ved Græsted. Skolen er oprindeligt opført i 1923 og benyttet som folkeskole. 
Friskolen blev oprettet i 1981 af nogle forældre, der ønskede en skole baseret på bibelens grundlag. Man købte til formålet Alme Skole, der blev nedlagt som folkeskole, efter at de sidste folkeskoleelever kort forinden var flyttet til Græsted Skole.
Friskolen begyndte med kun 14 elever. Elevtallet var ved årtusindskiftet vokset til omkring 120 elever. 
I dag er der ca. 200 elever. Skolen drives stadig på et kristent værdigrundlag og har en vision om at skabe læring til hjertet, hovedet og hænderne. Det betyder at der er fokus på læring til mange menneskelige kompetencer. 
Skolen er medlem af Foreningen af Kristne Friskoler og har tilknytning til Luthersk Mission.
56°5′46.64″N 12°16′3″Ø / 56.0962889°N 12.26750°Ø